# Giovanni Sabadino degli Arienti
Giovanni Sabadino degli Arienti (Bologna, 1445 circa – Bologna, 1510) è stato uno scrittore, politico e umanista italiano.

## Biografia
Studiò con Manfredo Valturio presso lo Studio di Bologna intraprendendo in seguito la professione di notaio.
Militò dalla parte dei Bentivoglio e per Ludovico scrisse, tra il 1467 e il 1468, in lingua volgare il De civica salute, un trattato sugli ultimi decenni della città.
Nel 1471 lavorò come segretario presso il conte Andrea Bentivoglio, figlio di Ludovico e in questo stesso anno scrisse per Giovanni II un breve trattato che descriveva lo svolgimento di un torneo che si era tenuto il 4 ottobre del 1470.
Fu sempre in ottimi rapporti anche con la corte degli estensi alla quale dedicò un'opera di lodi intitolata il Libro consolatorio e presso la quale, in occasione del matrimonio tra il duca Ercole I d'Este e Eleonora d'Aragona, pronunciò un discorso celebrativo.
Grazie al lavoro di militanza compiuto presso i Bentivoglio che gli affidarono numerosi incarichi pubblici e un modesto sussidio mensile, Giovanni poté scrivere le altre sue opere.
Tra il 1489 e il 1490 dedicò a Ginevra Sforza, moglie di Giovanni II, la Storia del tempio di Loreto, un volgarizzamento dell'opera di Battista Spagnoli e, sempre dedicata a Ginevra Sforza, nel 1490 scrisse Ginevera de le clare donne, un'opera composta da 33 biografie di donne famose.
Quando morì il conte Andrea Bentivoglio i rapporti con il casato si incrinarono e Giovanni iniziò a prestare il suo servizio per la corte estense da Bologna come informatore. A Ferrara visse solamente nell'anno 1491 e in seguito tra il 1497 e il 1498.
Nel 1498 scrisse la Vita di Anna Sforza e nel 1501 la Descrizione del giardino della Viola composto per Isabella d'Este.
Al duca Ercole I d'Este dedica i 10 libri del De Triumphis religionis, un trattato sulle virtù di un principe, in cui il duca viene preso ad esempio per le sue virtù di magnificenza e la sua opera più nota: le 61 "Novelle porretane".
Le novelle, dedicate al duca Ercole d'Este, furono redatte nel 1483 ma nel codice Palatino 503 della Biblioteca Nazionale di Firenze risulta che la redazione definitiva è posteriore al 1492.
Si tratta di una raccolta di novelle, raccontate per passare il tempo da un gruppo di gentiluomini e gentildonne bolognesi trasferitisi ai bagni della Porretta per la cura delle acque, simili per molti aspetti al Decameron di Boccaccio.